# The Hole (film, 2001)
Pour les articles homonymes, voir The Hole.
Pour plus de détails, voir Fiche technique et Distribution.
The Hole, ou Le Refuge au Canada, est un thriller psychologique britannique réalisé par Nick Hamm sur le scénario de Ben Court et Caroline Ip d'après le roman After the Hole (1993) de Guy Burt et sorti en 2001.
Ce film a été récompensé par le Prix « Spécial police » au Festival du film policier de Cognac dans la même année.

## Synopsis
Elizabeth « Liz » Dunn, Frances « Frankie » Almond Smith, Michael « Mike » Steel et Geoffrey « Geoff » Bingham, quatre étudiants d'une prestigieuse université britannique, décident d'investir un ancien abri antiatomique désaffecté durant trois jours pour s'essayer à de nombreuses expériences et faire des folies. Cependant ils ne parviennent pas à en sortir. Au bout de dix-huit jours, alors que personne ne croit plus les revoir, Liz réapparaît, seule survivante, couverte de sang et traumatisée par ce qui vient de lui arriver.
Aidée par Philippa Horwood, une psychologue de la police, Liz tente de rassembler ses souvenirs : elle aurait décidé avec trois de ses camarades de se cacher dans un ancien bunker pour échapper à un voyage scolaire au pays de Galles et y faire la fête pendant deux jours. Mais Liz ayant malencontreusement refermé la porte défectueuse de la casemate, le groupe y est finalement resté coincé pendant plus de deux semaines. Là, ses amis auraient trouvé la mort dans d'effroyables circonstances.
Rapidement, le Dr Horwood découvre que la jeune fille mélange réalité et fiction. Où se cache la vérité ? Comment Liz en est-elle sortie vivante ? Tandis que l'on extirpe des cadavres du bunker, le puzzle du cauchemar se reconstitue peu à peu.

## Fiche technique
- Titre original et français : The Hole
- Titre québécois : Le Refuge
- Réalisation : Nick Hamm
- Scénario : Ben Court et Caroline Ip, d'après le roman de Guy Burt
- Musique : Clint Mansell
- Décors : Eve Stewart
- Costumes : Verity Hawkes
- Photographie : Denis Crossan
- Montage : Niven Howie (de)
- Producteur : Lisa Bryer, Jeremy Bolt (en) et Pippa Cross
- Format : Couleur - Super 35 - 2.35 : 1 - Dolby Digital
- Pays d'origine :  Royaume-Uni
- Langue : anglais
- Genre : thriller psychologique, horreur
- Durée : 102 minutes
- Dates de sortie :
  - Royaume-Uni : 20 avril 2001
  - France : 20 juin 2001
  - Belgique : 4 juillet 2001
  - Canada : 26 octobre 2001
- Interdit aux moins de 12 ans lors de sa sortie en France

## Distribution
- Thora Birch (VF : Anne Massoteau) : Elizabeth « Liz » Dunn
- Keira Knightley (VF : Barbara Kelsch) : Frances « Frankie » Almond Smith
- Desmond Harrington (VF : Luc Boulad) : Michael « Mike » Steel
- Laurence Fox : Geoffrey « Geoff » Bingham
- Daniel Brocklebank (VF : Alexandre Gillet) : Martin Taylor
- Embeth Davidtz (VF : Martine Irzenski) : le docteur Philippa Horwood
- Steven Waddington (VF : Joël Zaffarano) : le policier Tom Howard
- Emma Griffiths Malin : Daisy
- Gemma Powell : Minnie
- Gemma Craven : Mrs. Dunn
- Anastasia Hille : Gillian
- Kelly Hunter : Chapman
- Maria Pastel : la femme policier
- Celia Montague : l'avouée
- Kevin Trainor : le garçon à l'école
- Lolita Chakrabarti : la doctoresse
- Claire Fox : Jennifer Hochman
- Jack Tanner : le journaliste

## Tournage
Le tournage a duré six semaines, dans les environs de Londres et dans le sud de l'Angleterre, dans les bâtiments néogothiques de la Downside School (en), près de Bath, et aux Bray Studios au nord de Londres, où fut construit le bunker.

## Récompense et nominations

### Récompense
- Prix « Spécial police » au Festival du film policier de Cognac (2001).

### Nominations
- Meilleur début pour Keira Knightley au 7e cérémonie des Empire Awards (2002).
- Meilleure Bande-annonce au Golden Trailer Awards (2002)
- Meilleur film au Festival international du film de Catalogne (2002).